# Alexander Dunn
Alexander Dunn (Bellshill, 13 de septiembre de 1998) es un deportista británico que compite en bádminton para Escocia.
En los Juegos Europeos de Cracovia 2023 consiguió una medalla de bronce en la prueba de dobles.  Ganó una medalla de plata en el Campeonato Europeo de Bádminton de 2022, en la misma prueba.

## Palmarés internacional
| Representando al Reino Unido |                  |                   |        |
| Juegos Europeos              |                  |                   |        |
| Año                          | Lugar            | Medalla           | Prueba |
| 2023                         | Tarnów (Polonia) | Medalla de bronce | Dobles |
| Representando a Escocia      |                  |                   |        |
| Campeonato Europeo           |                  |                   |        |
| Año                          | Lugar            | Medalla           | Prueba |
| 2022                         | Madrid (España)  | Medalla de plata  | Dobles |